# Mateusz (Andriejew)
Mateusz, imię świeckie Giennadij Lwowicz Andriejew (ur. 18 maja 1971 w Tambowie) – rosyjski biskup prawosławny.

## Życiorys
Ukończył studia na Wydziale Języków Obcych Państwowego Instytutu Pedagogicznego w Tambowie w zakresie języków angielskiego i francuskiego. Od 1993 do 2009 był nauczycielem obydwu tych języków w szkole średniej w Bokinie (rejon tambowski).  Od 1991 do 1998 służył jako hipodiakon w soborze Opieki Matki Bożej w Tambowie. 1 marca 1998 arcybiskup tambowski i miczuryński Eugeniusz wyświęcił go na diakona, zaś 4 października tego samego roku – na kapłana. Ks. Andriejew został po święceniach proboszczem parafii św. Mikołaja w Bokinie, którym pozostawał do 2005. Równocześnie od 1998 do 2009 kierował eparchialnym wydziałem wykształcenia religijnego, katechizacji i działalności misyjnej. 
Od 2005 do 2008 służył w monasterze Kazańskiej Ikony Matki Bożej w Tambowie, zaś od 2008 do 2009 – w soborze Opieki Matki Bożej w Tambowie. Równocześnie, w latach 2000–2005, uczył się zaocznie w seminarium duchownym w Moskwie. Od 2005 do 2008 był asystentem prorektora seminarium duchownego w Tambowie, zaś od 2008 do 2009 – jego prorektorem. W 2008 otrzymał godność protojereja. W tym samym roku podjął zaoczne studia na Moskiewskiej Akademii Duchownej. 
Od 2009 do 2010 był proboszczem parafii św. Kentigerna w Glasgow oraz dziekanem dekanatów Szkocji i Anglii Północnej eparchii suroskiej. Od 2010 do 2015 służył w stauropigialnej parafii Opieki Matki Bożej w Manchesterze, kierował służbą misyjną eparchii suroskiej oraz dekanatami Anglii Północnej i Walii. 
22 października 2015 Święty Synod Rosyjskiego Kościoła Prawosławnego nominował go na biskupa skopińskiego i szackiego. W związku z tą decyzją został postrzyżony na mnicha przez ihumena Paramona, przełożonego monastyru Dońskiego w Moskwie. Otrzymał imię zakonne Mateusz na cześć świętego Mateusza Ewangelisty. 27 października metropolita petersburski i ładoski Warsonofiusz nadał mu godność archimandryty. Jego chirotonia biskupia odbyła się 15 listopada 2015 w soborze Chrystusa Zbawiciela w Królewcu pod przewodnictwem patriarchy moskiewskiego i całej Rusi Cyryla.
W 2017 r. został skierowany do pracy duszpasterskiej we Włoszech. Powierzono mu zarządzanie wszystkimi parafiami Patriarchatu Moskiewskiego w tym kraju, nadano tytuł biskupa bogorodzkiego, wikariusza eparchii moskiewskiej i probostwo w stauropigialnej cerkwi św. Katarzyny w Rzymie. W tym samym roku został przeniesiony na katedrę suroską. W 2018 r. powierzono mu dodatkowo nadzór nad patriarszymi parafiami w Kanadzie oraz czasowo nad patriarszymi parafiami w USA.